# Monasterio de Rodilla
Monasterio de Rodilla è un comune spagnolo di 173 abitanti situato nella comunità autonoma di Castiglia e León.
È l'odierna "Tritium Autrigonum" citata dallo storico romano Plinio il vecchio come uno dei dieci insediamenti degli Autrigoni i cui resti archeologici sono stati devastati dalla installazione di generatori eolici di elettricità che costituiscono il più grande parco eolico della Spagna. Senza contare il precedente spoglio sistematico e abusivo di improvvisati archeologi e "tombaroli".